# The Economist
The Economist és un setmanari britànic d'informació econòmica i política en llengua anglesa.
Fou publicat per primera vegada el setembre del 1843 i ha seguit ininterrompudament fins a l'actualitat. Va ser fundat quan el Regne Unit era la primera potència econòmica mundial, per un fabricant de barrets i banquer escocès (James Wilson) per aconseguir revocar la legislació proteccionista sobre el blat (les corn laws). El revista ha defensat sempre el liberalisme econòmic i les posicions polítiques més conservadores.
El setmanari té una gran reputació en els àmbits de la política internacional, l'economia i els negocis, i és una de les publicacions internacionals més influents.
Una característica del setmanari és el que, excepte contades excepcions, els articles no estan signats. Això afavoreix la col·laboració entre els periodistes.
La revista també ha concedit entrevistes a líders polítics com Barack Obama, Emmanuel Macron, Ranil Wickremesinghe o Lula Da Silva.
La línia editorial del diari es considera generalment neoliberal, propera als cercles empresarials i financers internacionals. Karl Marx el va descriure com l'òrgan europeu de l'aristocràcia financera.
Es presenta com a centrista a favor del liberalisme econòmic (globalització, lliure comerç) i del liberalisme polític (democràcia liberal, llibertat de premsa). Diu que s'inspira en el pensament de John Locke, David Hume, Adam Smith i John Stuart Mill.
The Economist ha estat descrit com el diari més influent del món a causa del gran nombre de personalitats entre els seus lectors.
Propietat de The Economist Group, és propietat majoritària de la família Agnelli amb la participació de les famílies Rothschild, Cadburry i Shroders.
El seu editor actual és Zanny Minton Beddoes.

## Seccions

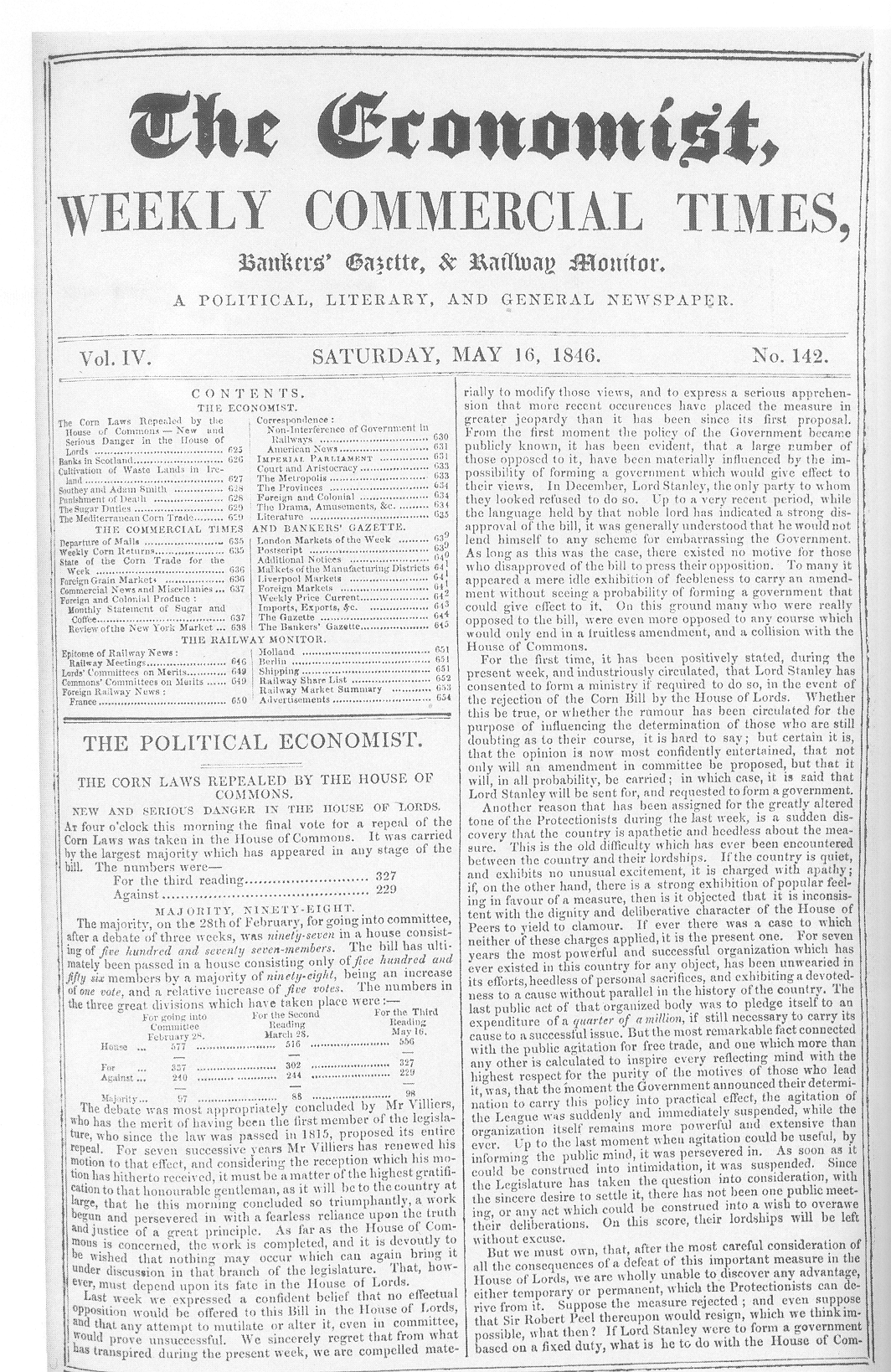
Portada 16 de maig de 1846

- The world this week: Presenta en dues pàgines les notícies més importants de la setmana en format breu.
- Leaders: És la secció dels editorials.
- Letters: Publica les cartes al director.
- Briefing: Analitza en profunditat algun tema clau de l'actualitat.
- Regions: Presenta les notícies més importants de cada continent: Europa, Regne Unit, Pròxim Orient i Àfrica, EUA, Les Amèriques i Àsia.
- International: Analitza afers que tenen una natrualesa global.
- Business: Presenta les notícies sobre negocis i ciències empresarials.
- Finance and economics: Presenta les notícies sobre finances i ciències econòmiques.
- Science and technology: Recull les novetats més destacades en ciència i tecnologia.
- Books and arts: Inclou ressenyes sobre novetats literàries i artístiques.
- Obituary: Necrològica sobre algun personatge traspassat durant la setmana.
- Economic and financial indicators: Presenta un seguiment de les dades clau per seguir l'evolució de les principals economies mundials, així com previsions i índexs borsaris.
- Technology Quarterly: Repàs trimestral als avenços destacats en l'àmbit tecnològic.

## Posicionament editorial
El posicionament editorial de The Economist gira principalment al voltant del liberalisme clàssic, social i, sobretot, econòmic. Des de la seva fundació, ha donat suport al centrisme radical, afavorint polítiques i governs que mantenen la política centrista. El diari sol defensar el neoliberalisme, especialment els mercats lliures, el lliure comerç, la lliure immigració, la desregulació i la globalització.
 Quan es va fundar el diari, el terme economisme denotava el que avui s'anomenaria "liberalisme econòmic". L'activista i periodista George Monbiot l'ha descrit com a neoliberal mentre accepta ocasionalment les proposicions de l'economia keynesiana on es considera més "raonable". El setmanari afavoreix un impost sobre el carboni per combatre l'escalfament global. Segons un antic editor, Bill Emmott, "la filosofia de l'Economist sempre ha estat liberal, no conservadora". Al costat d'altres publicacions com The Guardian, The Observer i The Independent, dona suport al Regne Unit perquè esdevingui una república.
Afirma oposar-se a qualsevol limitació injustificada de les llibertats individuals, siguin econòmiques o personals. Pren una posició a favor tant del liberalisme econòmic, en particular del lliure comerç, de la desregulació del mercat, com del liberalisme social, per exemple defensant la legalització de les drogues i el matrimoni entre persones del mateix sexe.
La revista, tanmateix, afirma ser més pragmàtica que ideològica i de vegades dona suport a mesures estatals que considera raonables, com el control d'armes i la cobertura sanitària universal.

## Redacció
L'any 2015, la redacció de la revista comptava amb 97 periodistes i columnistes. D'aquests, una seixantena treballen a la seva seu de Londres. Els Estats Units són el país estranger amb més reporters de The Economist, amb 12 d'ells allà establerts.
Altres periodistes estan repartits per tot el món: França, Bèlgica, Alemanya, Països Baixos, Mèxic, Brasil, Perú, Egipte, Líban, Índia, Singapur, Xina, Corea del Sud i Japó. El gener 2015, Zanny Minton Beddoes es va convertir en el 17 editor de The Economist i la primera dona a ocupar el càrrec.
A diferència de la gran majoria dels diaris actuals, cap periodista signa els seus articles, ni tan sols el nom de l'editor no s'esmenta en una signatura.
The Economist justifica aquest anonimat per la voluntat de parlar només amb una única veu comuna, definida durant les reunions setmanals, més que no pas per multitud de veus amb opinions diferents: en una mena de «centralisme democràtic», cada article es converteix en «treball col·lectiu».
A més, la revista considera que el contingut importa més que l'autor.
Finalment, els articles són revisats acuradament pel departament de documentació. Zanny Minton Beddoes aclareix que «el sentit col·lectiu dels valors es veuria minvat si renunciem a l'anonimat», principi que, no obstant això, inclou certes excepcions, en particular amb motiu de determinats articles i expedients especials o quan la crítica a un llibre corre el risc de crear un conflicte d'interessos. Des de la creació de la publicació, una guia d'estil resta immutable imposada a tots els periodistes, reforçades recentment per una correcció informàtica de l'estil dels seus escrits.
El periodista nord-americà Michael Lewis va criticar durament aquest anonimat l'any 1991, considerant que podia amagar el fet que determinats articles eren escrits per periodistes joves i sense experiència. L'assagista John Ralston Saul també ha denunciat aquest procés, dient que l'anonimat pretén donar la il·lusió d'un diari objectiu mentre que The Economist només transmet opinions.

### Editors

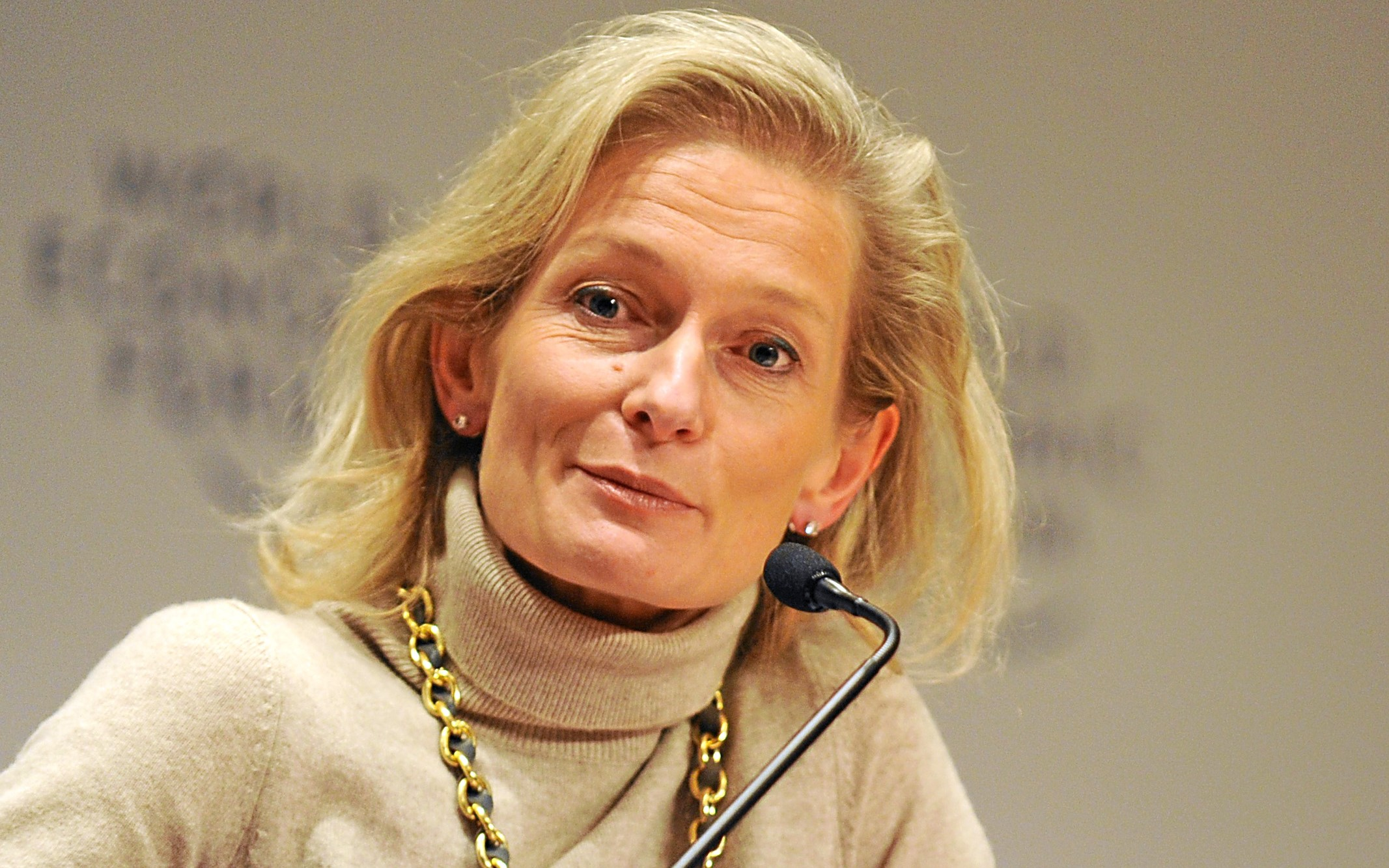
Zanny Minton Beddoes, fou nomenada editora el 2015.

Llista dels editors de la revista des de la seva fundació el 183:
1. James Wilson: 1843–1857
2. Richard Holt Hutton: 1857–1861
3. Walter Bagehot: 1861–1877
4. Daniel Conner Lathbury: 1877–1881 (jointly)
5. Robert Harry Inglis Palgrave: 1877–1883 (jointly)
6. Edward Johnstone: 1883–1907[32]
7. Francis Wrigley Hirst: 1907–1916
8. Hartley Withers: 1916–1921
9. Sir Walter Layton: 1922–1938
10. Geoffrey Crowther: 1938–1956
11. Donald Tyerman: 1956–1965
12. Sir Alastair Burnet: 1965–1974
13. Andrew Knight: 1974–1986
14. Rupert Pennant-Rea: 1986–1993
15. Bill Emmott: 1993–2006
16. John Micklethwait: 2006–2014[33]
17. Zanny Minton Beddoes: 2015–avui[34]

## Història

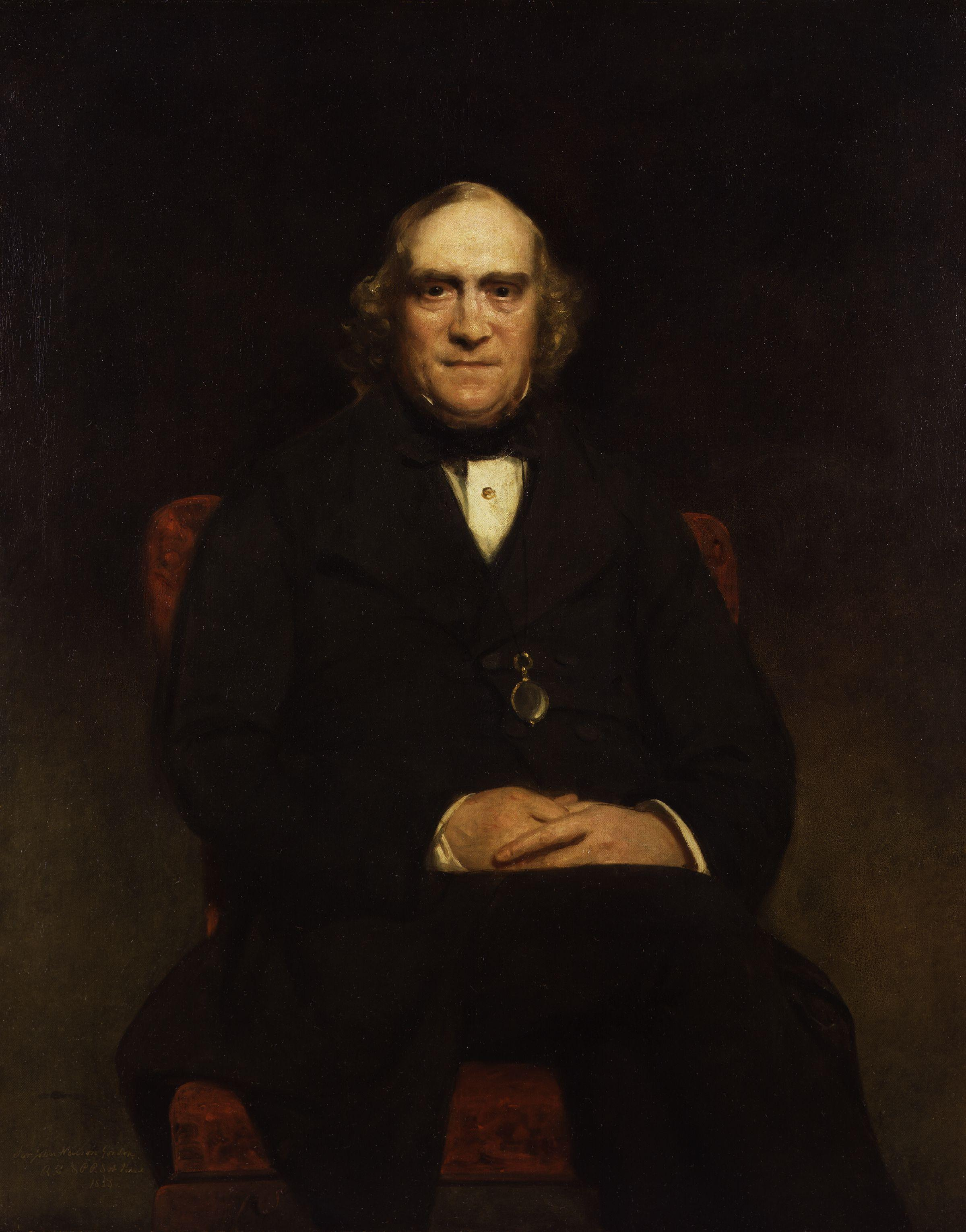
James Wilson, ric home de negocis i fundador de The Economist

The Economist va ser fundada per l'empresari escocès James Wilson el 1843 i va aparèixer per primera vegada el setembre del mateix any. Va ser creat per donar suport a la campanya corporativa per a la derogació de les lleis de blat de moro, lleis proteccionistes de cereals i per promoure el lliure comerç.
El seu títol reflecteix llavors aquesta marcada orientació política, el terme economisme referint-se a l'època principalment al liberalisme econòmic. Tot i que les lleis de blat de moro van ser abolides el 1846, el diari va perdurar, essent fidel a les idees liberals de Wilson.
Karl Marx descriu The Economist com «l'òrgan europeu de l'aristocràcia financera»

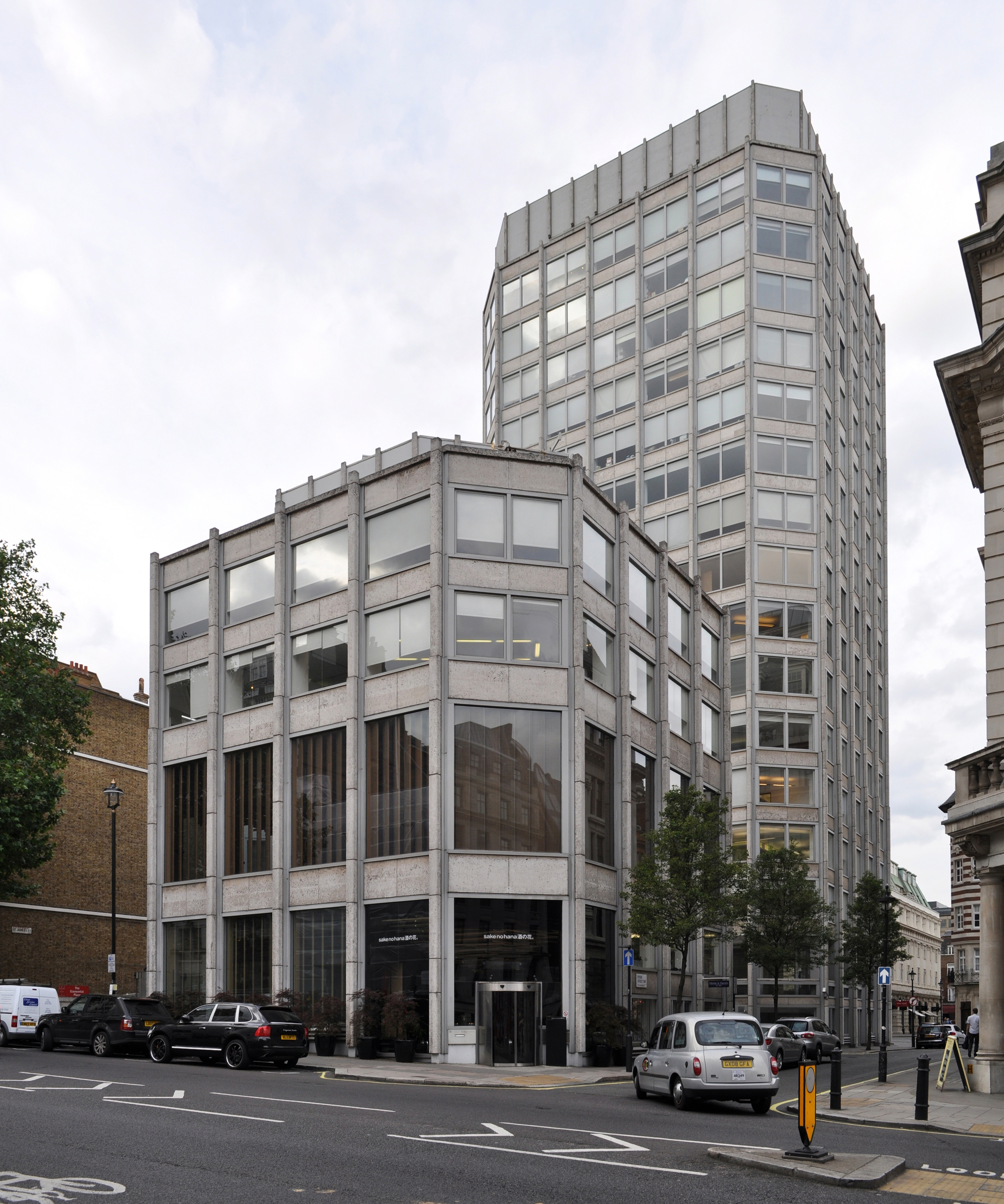
Seu de The Economist, al carrer St James.

El diari és força hostil cap als més desfavorits, als quals considera responsables de la seva condició:
| « | Quan veiem els seus hàbits, la seva ignorància, la seva deferència pels falsos amics, la seva confiança inquebrantable en una llarga successió de líders que eren tants xarlatans, no els podem excusar. | » |

El 1847, es va mostrar a favor de l'ús de la força per defensar els interessos britànics i així va defensar la guerra contra la Xina i l'aixafament de la revolta dels sipais a l'Índia, arribant a aixecar amb satisfacció la «demostració de força produïda per les execucions diàries d'amotinats de tots els rangs».
El 1861, Walter Bagehot es va convertir en el seu tercer editor. Va ampliar el públic lector del diari cobrint qüestions polítiques a més de qüestions econòmiques i mostrant un interès particular per Amèrica del Nord. No obstant això, fins a la dècada del 1930, la revista va romandre poc distribuïda fora de Londres i va vendre menys de 10.000 exemplars.
Fervent no intervencionista, The Economist denuncia l'any 1877 la gestió de la fam a l'Índia per part de l'administrador colonial Richard Temple que va importar massivament arròs de Birmània per salvar la població.
El diari creia que el millor era deixar-los morir de gana. Critica a Richard Temple per introduir així la idea d'«indis mandrosos» i que «depèn del govern mantenir-los vius».
The Economist només es va convertir realment en un diari internacional després de la Segona Guerra Mundial.
Geoffrey Crowther, editor de 1938 a 1956, va desenvolupar la cobertura internacional de notícies de la revista i va crear una secció dedicada exclusivament als Estats Units. Mentre que les vendes al Regne Unit es van estancar durant les dècades de 1960 i 1970, la seva distribució internacional va augmentar constantment. El seu logotip va ser dissenyat l'any 1959 per Reynolds Stone, substituint l'escriptura gòtica original. La redacció del diari va establir la seva seu a St. James's Street a Londres. Tanmateix, la seva tirada es va mantenir limitada fins als anys vuitanta, arribant només 100.000 exemplars el 1970. La revista va començar a imprimir-se als Estats Units el 1981. Entre 1984 i 1992, el seu nombre de lectors es va duplicar fins a arribar 500.000. Aquest fort augment es manté fins als anys 2000, permetent-ne la distribució a més d’1.000.000 d'exemplars setmanals.
L'any 2012, la Xina es va convertir en el segon país a tenir una secció sencera dedicada cada setmana.
El 2015, Pearson, que posseïa la meitat del diari des de 1928, va vendre les seves accions al grup italià Exor, que es va convertir en el nou accionista principal del grup.
El març de 2024, The Economist va anunciar que tancaria la seva edició xinesa.